# Arseniusz (Czechowcew)

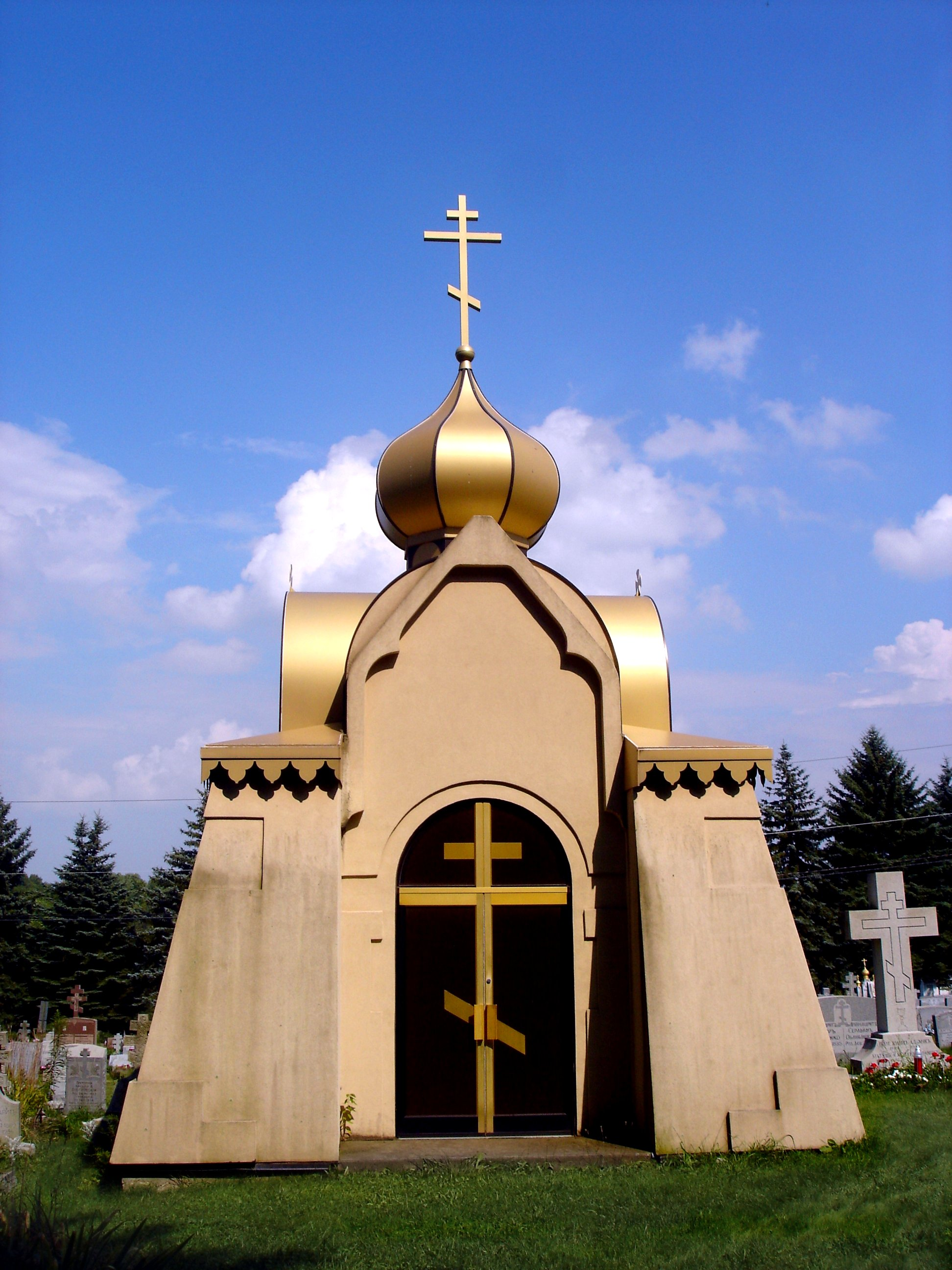
Grób Arseniusza (Czechowcewa) na cmentarzu monasteru św. Tichona Zadońskiego

Arseniusz, imię świeckie Andriej Lwowicz Czechowcew (ur. 26 lutego?/10 marca 1866, zm. 4 października 1945) – rosyjski biskup prawosławny, misjonarz wśród emigrantów ukraińskich w Stanach Zjednoczonych i Kanadzie, jeden z twórców monasteru św. Tichona Zadońskiego w South Canaan.

## Życiorys
Był synem cerkiewnego psalmisty. Edukację teologiczną odebrał w seminarium duchownym w Charkowie. W 1885 ożenił się. Z żoną imieniem Paraskiewa miał syna Dionisija. Dwa lata później przyjął święcenia diakońskie, zaś w 1890 – święcenia kapłańskie. Służył w różnych cerkwiach w guberni charkowskiej. W latach 90. XIX w. jego żona zmarła. Zaczął wówczas umartwiać się, śpiąc w trumnie i nosząc kajdany, następnie zaś porzucił parafię i wędrował po szczególnych miejscach kultu na terytorium Rosji. Był m.in. w Monasterze Wałaamski, służył razem z późniejszym świętym Janem Kronsztadzkim. Ostatecznie postanowił wstąpić do monasteru i 23 listopada 1900 złożył wieczyste śluby mnisze w Kuriaskim Monasterze Przemienienia Pańskiego (eparchia charkowska).
Z własnej woli zgłosił się do wyjazdu w charakterze misjonarza do Ameryki Północnej, na wezwaniem biskupa Aleutów i Alaski Tichona i w styczniu 1903 przybył do Stanów Zjednoczonych. Pracę duszpasterską prowadził początkowo w jednej z cerkwi w Nowym Jorku. Wspólnie z ks. Aleksym Tothem czynił starania na rzecz propagowania prawosławia wśród emigrantów wyznania greckokatolickiego. Od 1903 kierował parafią w Mayfield, byłą greckokatolicką placówką duszpasterską, której członkowie masowo przeszli na prawosławie. Od momentu dołączenia do rosyjskiej misji prawosławnej w Ameryce propagował koncepcję założenia w Stanach Zjednoczonych pierwszego prawosławnego klasztoru. W maju 1905 monaster taki został założony na farmie w South Canaan. Hieromnich Arseniusz został jego pierwszym przełożonym i w związku z tym otrzymał godność ihumena.
W 1907 udał się na trzy miesiące do Rosji, by zaprosić do osiedlenia się w South Canaan nowych mnichów i pozyskiwać dla wspólnoty ofiarodawców. Otrzymał liczne dary pieniężne oraz 50 cząsteczek relikwii różnych świętych.
Po powrocie do USA na polecenie nowego arcybiskupa amerykańskiego, Platona, został dziekanem rosyjskich parafii w Kanadzie. Centrum jego działalności stało się Winnipeg, początkowo miał pod swoją opieką także cerkwie w Manitobie, Saskatchewan i Albercie. W ciągu najbliższego roku zdołał skłonić do przyjęcia prawosławia 10 niewielkich parafii greckokatolickich, zrzeszających ukraińskich emigrantów z Galicji. Następnie odnosił podobne sukcesy misyjne wśród ukraińskiej ludności osiedlającej się w regionie Edmonton. Było to możliwe dzięki jego znajomości języka ukraińskiego i talentowi kaznodziejskiemu – zyskał przydomek „kanadyjskiego Złotoustego”. W 1909 otrzymał godność archimandryty.
W Kanadzie ihumen Arseniusz rozpoczął wydawanie pisma „Kanadijskaja niwa”, otworzył również w Winnipeg dom dla prawosławnego kapłana i studentów tego wyznania (bez powodzenia starał się utworzyć również tutaj seminarium i monaster). W Edmonton rozpoczął organizację kursów przygotowujących do święceń kapłańskich, co miało umożliwić wyświęcanie nowych duchownych do pracy duszpasterskiej w Kanadzie.
W 1910 na własną prośbę, z powodu choroby, został zwolniony z pracy misyjnej w Kanadzie i wrócił do Rosji. Zamieszkał w Świętogórskiej Pustelni Zaśnięcia Matki Bożej. Od 1913 był także naczelnym misjonarzem eparchialnym w eparchii charkowskiej, z powodzeniem nakłaniając do przejścia na prawosławie baptystów i skopców. W listopadzie 1913 został przełożonym monasteru św. Grzegorza Biziukowskiego w eparchii chersońskiej i odeskiej oraz kierownikiem seminarium misyjnego przy tymże klasztorze. W 1917 wyjechał na front jako kaznodzieja wojskowy.
Po rewolucji październikowej przyłączył się do sił Białych. Był przewodniczącym komisji ds. zbiórki środków na potrzeby Białej Armii. Wzięty do niewoli przez bolszewików, został skazany na rozstrzelanie, jednak noc przed egzekucją razem z innymi więźniami został uwolniony przez oddział niemiecki. Emigrował z Rosji do Serbii. Od 1920 do 1923 był proboszczem parafii w Milanovcach w Macedonii. Następnie przez rok kierował klasztorem Treskavec, zaś od 1924 do 1926 był przełożonym monasteru Świętych Archaniołów w Markowym Gradzie. Równocześnie pracował jako katecheta w gimnazjum w Prilepie.
Dowiedziawszy się, iż Arseniusz przeżył wojnę domową w Rosji, metropolita amerykański Platon zwrócił się do Serbskiego Kościoła Prawosławnego z prośbą o zgodę na opuszczenie przez niego dotychczasowej placówki duszpasterskiej i wyjazd do Ameryki. Zgoda ta została udzielona. 24 maja 1926 archimandryta Arseniusz został w Belgradzie wyświęcony na biskupa Detroit, po czym wyjechał do USA. W Nowym Jorku spotkał się z metropolitą Platon, następnie odwiedził monaster św. Tichona Zadońskiego w South Canaan, wreszcie dotarł do Winnipeg.
W Kanadzie biskup Arseniusz zwalczał wpływy Żywej Cerkwi wśród emigrantów z Rosji, starał się także przeciwdziałać działalności duchownych i świeckich ukraińskich, domagających się utworzenia prawosławnego Kościoła narodowego. W 1928 w liście pasterskim hierarcha stanowczo sprzeciwiał się szowinizmowi narodowemu w Cerkwi, podkreślając, że wszystkich wiernych powinno łączyć wspólne wyznanie. Nakazywał przy tym zakładać przy cerkwiach szkoły parafialne, w których katechizacja i nauka czytania i pisania miałyby odbywać się w językach ojczystych uczniów. W 1929 założył monaster Wniebowstąpienia Pańskiego w Sifton i zainicjował przy nim kursy przygotowujące do kapłaństwa, na których sam wykładał. W 1930 odbył podróż po Stanach Zjednoczonych, w czasie której pozyskiwał środki finansowe dla parafii w Kanadzie.
Odszedł w stan spoczynku na własną prośbę w 1938. Zamieszkał w monasterze w South Canaan. Zgodnie z poleceniem soboru biskupów Metropolii Amerykańskiej utworzył przy nim szkołę teologiczną, która została następnie przekształcona w seminarium, a także założył dom dla emerytowanego duchowieństwa. Wprowadził do nabożeństw w monasterze i szkole język angielski jako drugi język liturgiczny. Za całokształt swojej działalności otrzymał godność arcybiskupa.
Trwa jego proces kanonizacyjny.